# Communauté de communes de la Côte du Rhône Gardoise
Die Communauté de communes de la Côte du Rhône Gardoise ist ein ehemaliger französischer Gemeindeverband mit der Rechtsform einer Communauté de communes im Département Gard in der Region Okzitanien. Sie wurde am 18. Dezember 2000 gegründet und umfasste drei Gemeinden. Der Verwaltungssitz befand sich im Ort Roquemaure.

## Historische Entwicklung
Mit Wirkung vom 1. Januar 2017 wurde der Gemeindeverband aufgelöst und seine Gemeinden auf die Communauté d’agglomération du Gard Rhodanien und die Communauté d’agglomération du Grand Avignon aufgeteilt.

## Ehemalige Mitgliedsgemeinden
1. Montfaucon
2. Roquemaure
3. Saint-Laurent-des-Arbres